# Rapana bezoar
Rapana bezoar — вид хищных брюхоногих моллюсков в составе семейства Muricidae.

## Описание
Раковина моллюска крупная, сферическая. Высота раковины 25—178 мм. Последний оборот большой. Скульптура раковины состоит из спиральных рёбер (одного на верхних оборотах и 4—6 на последнем обороте) и вставочных бороздок. Поперечные ребра скульптуры выражены весьма слабо и образуют отростки в местах пересечения с верхним спиральным ребром. Пупок раковины щелевидный. Окраска раковины красновато-коричневатая, устье — светлое.

## Ареал
Теплолюбивый вид, который обитает в Японском (залив Посьет), Жёлтом, Восточно-Китайском и Южно-Китайском морях.

## Биология
Хищник. Питается мелкими двустворчатыми моллюсками, раковины которых она просверливает с помощью радулы или открывает с помощью мускульной силы ноги.

## Хозяйственное значение
Мясо моллюска употребляется в пищу.